# Station Ostrowite Cukrownia
Station Ostrowite Cukrownia was een spoorwegstation in de Poolse plaats Ostrowite.